# Оранг (национальный парк)
Оранг (англ. Orang National Park, ассам. ওৰাং ৰাষ্ট্ৰীয় উদ্যান) — один из национальных парков Индии. Расположен на северном берегу реки Брахмапутра в округах Дарранг и Сонитпур штата Ассам. Площадь составляет 78,81 км². Был основан как заповедник в 1985 году, 13 апреля 1999 года получил статус национального парка. Территория представляет собой лиственные и заболоченные леса, а также саванны. Климат характеризуется как субтропический муссонный с сезоном дождей с мая по сентябрь.
Из представителей фауны стоит отметить индийского носорога (по последним подсчётам — 68 особей), бенгальского тигра, азиатского слона, свиного оленя, карликовую свинью, дикого кабана и др. Многие представители фауны характеризуются как виды близкие к вымиранию. Другие млекопитающие включают гангского дельфина, индийского ящера, макака-резуса, малую циветту, бенгальскую лисицу, кошку-рыболова, камышового кота.